# Spin(7)-Mannigfaltigkeit
Eine Spin(7)-Mannigfaltigkeit ist im mathematischen Teilgebiet der Differentialgeometrie eine achtdimensionale Riemannsche Mannigfaltigkeit, deren Holonomiegruppe in der siebten Spin-Gruppe {\displaystyle \operatorname {Spin} (7)} enthalten ist. Eine Anwendung finden {\displaystyle \operatorname {Spin} (7)}-Mannigfaltigkeiten in der M-Theorie, einer Erweiterung und Verallgemeinerung der Stringtheorie.

## Geschichte
Erstmals vorgeschlagen wurde die Existenz von {\displaystyle \operatorname {Spin} (7)}-Mannigfaltigkeiten von Marcel Berger im Jahr 1955. Später blieb diese Möglichkeit konsistent mit dem Beweis seines Klassifikationstheorems durch James Simons im Jahr 1962. Edmond Bonan zeigte im Jahr 1966, dass eine {\displaystyle \operatorname {Spin} (7)}-Mannigfaltigkeit eine parallele {\displaystyle 4}-Form tragen und Ricci-flach sein muss. Robert Bryant konstruierte im Jahr 1984 das erste lokale (nichtkompakte) Beispiel, wobei dieses erst im Jahr 1987 in Annals of Mathematics veröffentlicht wurde. Robert Bryant und Dietmar Salamon konstruierten im Jahr 1989 das erste vollständige (nichtkompakte) Beispiel. Dominic Joyce fand im Jahr 1996 das erste kompakte Beispiel.